# Cascadoperla trictura
Cascadoperla trictura är en bäcksländeart som först beskrevs av Hoppe 1938.  Cascadoperla trictura ingår i släktet Cascadoperla och familjen rovbäcksländor. Inga underarter finns listade i Catalogue of Life.